# بوسترینگ (مینه‌سوتا)
بوسترینگ (به انگلیسی: Bowstring) یک منطقهٔ مسکونی در ایالات متحده آمریکا است که در شهرستان ایتاسکا، مینه‌سوتا واقع شده‌است. بوسترینگ ۴۰۹٫۹۶ متر بالاتر از سطح دریا واقع شده‌است.